# Pernand-Vergelesses
Pernand-Vergelesses és un municipi francès, situat al departament de la Costa d'Or i a la regió de Borgonya - Franc Comtat. L'any 2007 tenia 276 habitants.

## Demografia

### Població
El 2007 la població de fet de Pernand-Vergelesses era de 276 persones. Hi havia 135 famílies, de les quals 46 eren unipersonals (25 homes vivint sols i 21 dones vivint soles), 51 parelles sense fills, 25 parelles amb fills i 13 famílies monoparentals amb fills.
La població ha evolucionat segons el següent gràfic:
Habitants censats

### Habitatges
El 2007 hi havia 165 habitatges, 135 eren l'habitatge principal de la família, 13 eren segones residències i 17 estaven desocupats. 151 eren cases i 13 eren apartaments. Dels 135 habitatges principals, 99 estaven ocupats pels seus propietaris, 32 estaven llogats i ocupats pels llogaters i 4 estaven cedits a títol gratuït; 1 tenia una cambra, 11 en tenien dues, 20 en tenien tres, 40 en tenien quatre i 63 en tenien cinc o més. 94 habitatges disposaven pel capbaix d'una plaça de pàrquing. A 55 habitatges hi havia un automòbil i a 67 n'hi havia dos o més.

### Piràmide de població
La piràmide de població per edats i sexe el 2009 era:
| Homes | Edats   | Dones |
| ----- | ------- | ----- |
| 0     | 95 o +  | 0     |
| 4     | 90 a 94 | 0     |
| 0     | 85 a 89 | 0     |
| 0     | 80 a 84 | 0     |
| 4     | 75 a 79 | 12    |
| 0     | 70 a 74 | 0     |
| 16    | 65 a 69 | 12    |
| 4     | 60 a 64 | 8     |
| 16    | 55 a 59 | 12    |
| 12    | 50 a 54 | 16    |
| 20    | 45 a 49 | 20    |
| 8     | 40 a 44 | 12    |
| 8     | 35 a 39 | 4     |
| 8     | 30 a 34 | 24    |
| 8     | 25 a 29 | 4     |
| 4     | 20 a 24 | 4     |
| 20    | 15 a 19 | 20    |
| 20    | 10 a 14 | 4     |
| 12    | 5 a 9   | 8     |
| 16    | 0 a 4   | 4     |

## Economia
El 2007 la població en edat de treballar era de 176 persones, 124 eren actives i 52 eren inactives. De les 124 persones actives 117 estaven ocupades (71 homes i 46 dones) i 6 estaven aturades (3 homes i 3 dones). De les 52 persones inactives 31 estaven jubilades, 9 estaven estudiant i 12 estaven classificades com a «altres inactius».

### Ingressos
El 2009 a Pernand-Vergelesses hi havia 125 unitats fiscals que integraven 276,5 persones, la mediana anual d'ingressos fiscals per persona era de 24.477 €.

### Activitats econòmiques
Dels 10 establiments que hi havia el 2007, 1 era d'una empresa de fabricació d'altres productes industrials, 4 d'empreses de comerç i reparació d'automòbils, 2 d'empreses d'hostatgeria i restauració, 1 d'una empresa financera, 1 d'una empresa immobiliària i 1 d'una empresa de serveis.
Els 2 serveis als particulars que hi havia el 2009 eren restaurants.
L'any 2000 a Pernand-Vergelesses hi havia 26 explotacions agrícoles que ocupaven un total de 153 hectàrees.

## Equipaments sanitaris i escolars
El 2009 hi havia una escola elemental integrada dins d'un grup escolar amb les comunes properes formant una escola dispersa.

## Poblacions més properes
El següent diagrama mostra les poblacions més properes.